# Đào Nghiễm
Đào Nghiễm (1496 - ?) , tự: Nghĩa Xuyên, là nhà thơ Việt Nam và là quan thời Mạc.

## Tiểu sử
Đào Nghiễm là người làng Thiện Phiến, huyện Tiên Lữ, trấn Hải Dương (nay thuộc huyện Phù Tiên, tỉnh Hưng Yên). Ông là cháu bốn đời của Đào Công Soạn (1381-1458), một đại thần thời Lê sơ.
Khoa Quý Mùi (1523) đời Lê Cung Hoàng (ở ngôi: 1522-1527), Đào Nghiễm thi đỗ Hội nguyên, vào thi Đình ông đỗ đồng Tiến sĩ.
Tháng 6 (âm lịch) năm 1527, Mạc Đăng Dung đoạt lấy ngôi vua của Lê Cung Hoàng, Đào Nghiễm ra làm quan với nhà Mạc, được cử làm Chánh sứ trong đoàn sứ bộ sang nhà Minh (Trung Quốc). Trở về nước, ông được thăng làm Tả thị lang bộ Binh kiêm Đại học sĩ, tước Đạt Nghĩa hầu.
Đào Nghiễm mất năm nào không rõ.

## Tác phẩm
Trên đường đi sứ, Đào Nghiễm viết Nghĩa Xuyên quan quang tập (Tập thơ đi xem ánh sáng nước người). Theo gia phả họ Đào ở làng Thiện Phiến, thì tập thơ này có 162 bài chữ Hán (chủ yếu là thơ đề vịnh) nhưng đã thất lạc, hiện chỉ còn vài chục bài chép trong các tuyển tập thơ thời trước, nhiều nhất là trong Toàn Việt thi lục của Lê Quý Đôn (có 27 bài).

## Nhận xét, giới thiệu thơ
Đào Nghiễm là một nhà thơ có phong cách trong số những nhà thơ triều Mạc. Nhìn chung, thơ của ông thường thanh thoát, bình dị, ít cầu kỳ, đôi bài có những suy tư trước quan hệ bang giao phức tạp . Trích giới thiệu một bài:
| Phiên âm Hán-Việt: Thu hoài thư Ủy quan Diêu Kinh Lịch thi vận Nhân gian nhất diệp phiêu, Thiên tế cô hà lạc. Xúy (xuy) ngoại thủy quang nùng, Vọng trung yên chướng bạc. Thanh phong ước bất cô, Minh nguyệt lân phi ác. Thư bằng độ tái hồng, Hứng ngụ tùy chu hạc. Sương cải mấn hoa tân, Tráng chí hồn như tạc. | Dịch nghĩa: Nhớ cảnh thu họa vần của Ủy quan Diêu Kinh Lịch Ở cõi người có một chiếc lá bay Trên trời có ráng chiều lẻ loi rơi xuống. Ngoài gió thổi là ánh nước nồng đậm, Trong tầm mắt là lớp khói mỏng tanh. Ước hẹn với gió mát chẳng cô đơn, Trăng sáng bao quanh chẳng phải là chán. Thư nhờ có chim hồng vượt ải, Hứng gửi gắm chim hạc theo thuyền. Sương thay đổi mái tóc thành ra đốm bạc, Nhưng chí hào tráng thì vẫn hoàn toàn như xưa. |

## Sách tham khảo
- Bùi Duy Tân, mục từ "Đào Nghiễm" trong Từ điển văn học (bộ mới). Nhà xuất bản Thế giới, 2004.
- Trần Thị Băng Thanh (chủ biên), Văn học thế kỷ XV-XVII. Nhà xuất bản Khoa học xã hội, 2004.
- Nhiều tác giả, Từ điển bách khoa Việt Nam, mục từ Đào Nghiễm[liên kết hỏng]